# Palácio de Carondelet

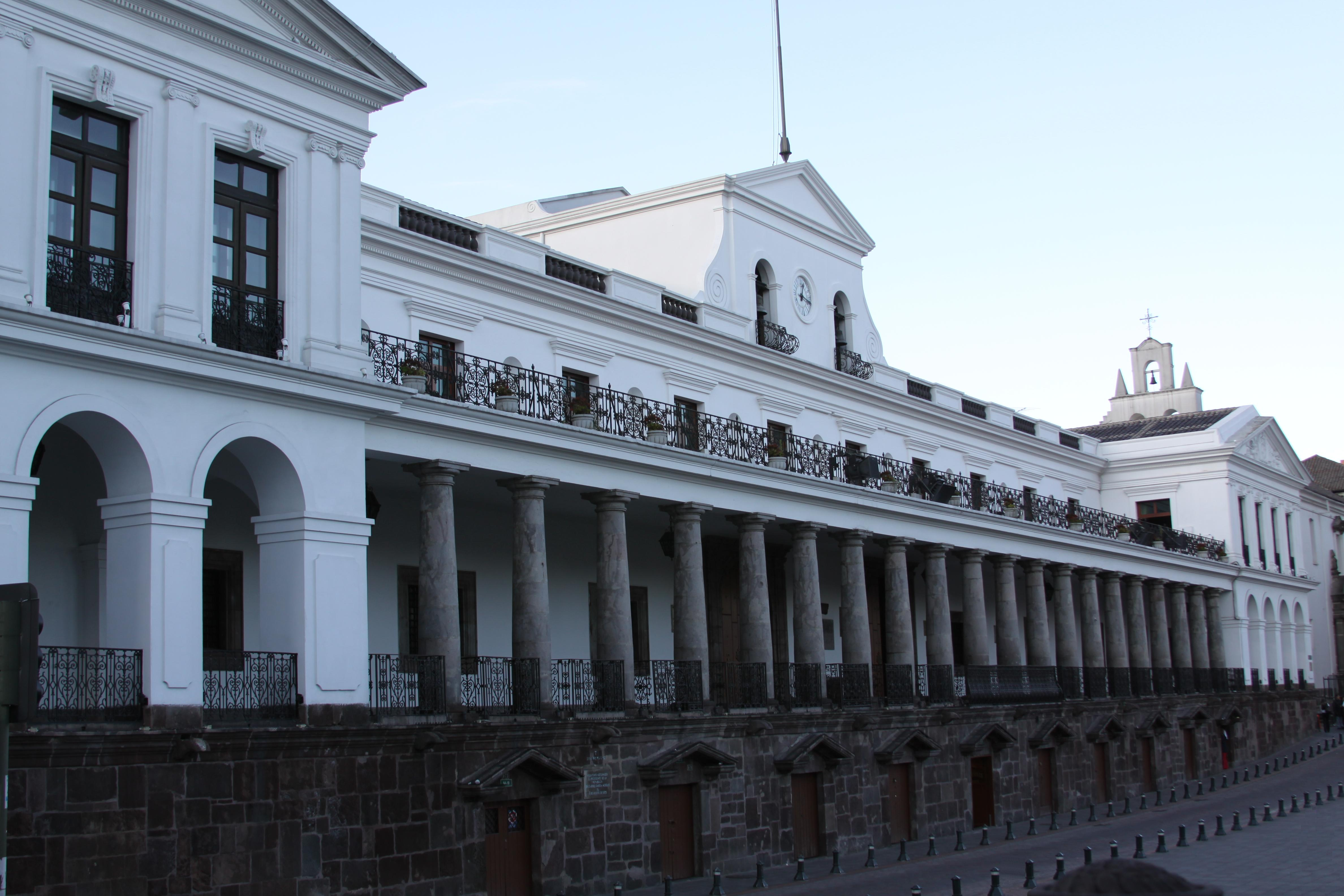
Palácio de Carondelet.

O Palácio de Carondelet foi a sede do governo do Equador localizado no centro histórico de Quito e faz parte do espaço público da Plaza de La Independencia, em torno da qual também foram construídos, o Palácio Municipal e a Catedral Metropolitana.
Em 08 de outubro de 2019, devido a protestos populares causados pelo aumento expressivo dos preços dos combustíveis, o presidente Lenín Moreno transferiu a sede do Executivo equatoriano para a cidade costeira de Guayaquil, em medida amparada durante a vigência de Estado de Exceção, decretado por Moreno em 03 de outubro de 2019. 

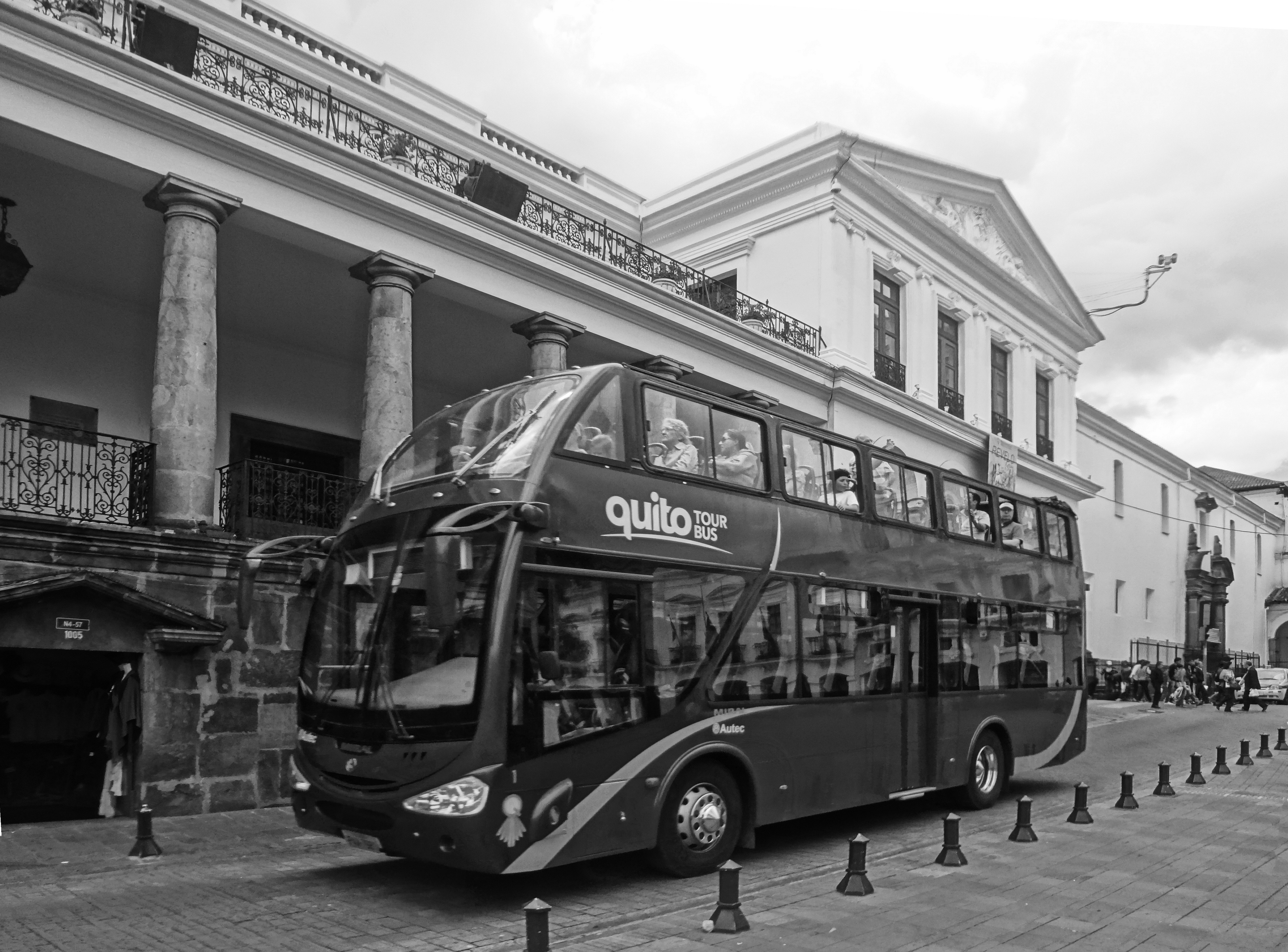
Tour Bus frente da Palácio de Carondelet.
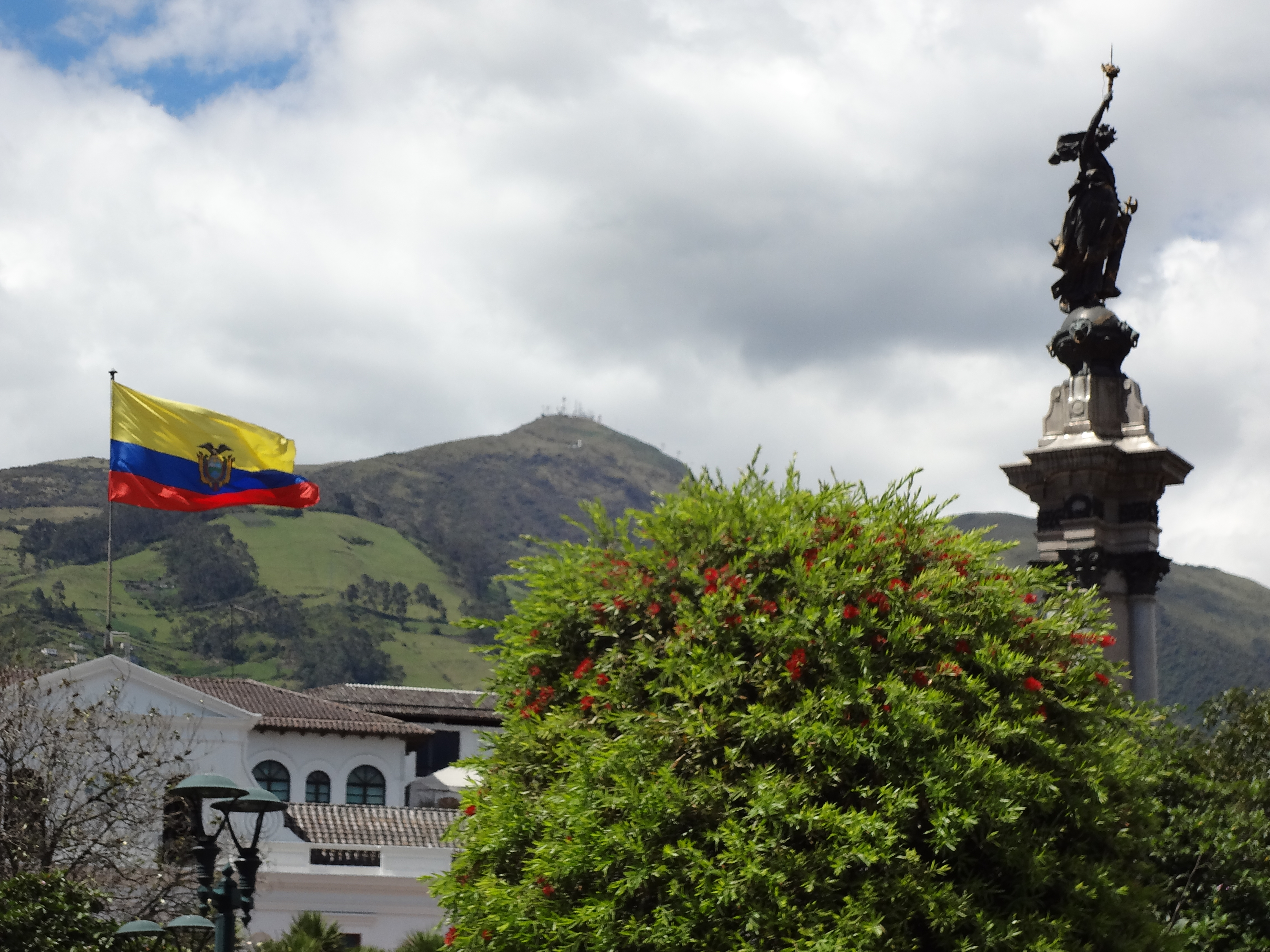
Plaza de La Independencia.